# 한국 현대사 증언 TV 자서전
한국 현대사 증언 TV 자서전은 2011년 1월 8일부터 2013년 10월 13일까지 방송된 한국방송공사의 다큐멘터리 텔레비전 프로그램이다.

## 기획 의도
대한민국 현대사 60년을 되새기는 텔레비전 프로그램이다.

## 방송 시간
| 방송 채널 | 방송 기간                          | 방송 시간                           |
| --------- | ---------------------------------- | ----------------------------------- |
| KBS 1TV   | 2011년 1월 8일 ~ 2011년 5월 28일   | 매주 토요일 오전 6:10 ~ 7:00 (50분) |
| KBS 1TV   | 2011년 6월 5일 ~ 2011년 11월 6일   | 매주 일요일 오전 7:10 ~ 8:00 (50분) |
| KBS 1TV   | 2011년 11월 13일 ~ 2012년 2월 26일 | 매주 일요일 오전 6:40 ~ 7:30 (50분) |
| KBS 1TV   | 2012년 3월 4일 ~ 2013년 10월 13일  | 매주 일요일 오전 7:10 ~ 8:00 (50분) |

## 에피소드 목록

### 2011년
| 회차 | 방송일    | 출연자    | 제목 (원제)                    | 제목 (원제)                    |
| ---- | --------- | --------- | ------------------------------ | ------------------------------ |
| 1    | 1월 8일   | 故 이만섭 | 걸어다니는 현대사              | 걸어다니는 현대사              |
| 2    | 1월 15일  | 故 이만섭 | 걸어다니는 현대사              | 걸어다니는 현대사              |
| 3    | 1월 29일  | 조순      | 참여하는 경제학                | 참여하는 경제학                |
| 4    | 2월 5일   | 조순      | 참여하는 경제학                | 참여하는 경제학                |
| 5    | 2월 19일  | 신영균    | 영화 반세기                    | 영화 반세기                    |
| 6    | 2월 26일  | 한승헌    | 시국 사건 1호 변호사           | 시국 사건 1호 변호사           |
| 7    | 3월 5일   | 한승헌    | 시국 사건 1호 변호사           | 시국 사건 1호 변호사           |
| 8    | 3월 26일  | 故 서영훈 | 중도의 길                      | 중도의 길                      |
| 9    | 4월 2일   | 박관용    | 정치비사                       | 정치비사                       |
| 10   | 4월 9일   | 박관용    | 정치비사                       | 정치비사                       |
| 11   | 4월 16일  | 이어령    | 대한민국 대표지성              | 대한민국 대표지성              |
| 12   | 4월 23일  | 이어령    | 대한민국 대표지성              | 대한민국 대표지성              |
| 13   | 4월 30일  | 이한동    | 영원한 원내총무                | 영원한 원내총무                |
| 14   | 5월 7일   | 이한동    | 영원한 원내총무                | 영원한 원내총무                |
| 15   | 5월 14일  | 故 구봉서 | 영원한 막둥이                  | 영원한 막둥이                  |
| 16   | 5월 21일  | 故 이철승 | 1. 일제 식민지와 해방          | 1. 일제 식민지와 해방          |
| 17   | 5월 28일  | 故 이철승 | 2. 건국과 6.25                 | 2. 건국과 6.25                 |
| 18   | 6월 5일   | 故 이철승 | 3. 4.19와 5.16                 | 3. 4.19와 5.16                 |
| 19   | 6월 12일  | 故 이철승 | 4. 박정희 시대와 신민당        | 4. 박정희 시대와 신민당        |
| 20   | 6월 19일  | 故 이철승 | 6. 중도통합 정치와 내각제 소신 | 6. 중도통합 정치와 내각제 소신 |
| 21   | 6월 26일  | 김동길    | 자유인                         | 자유인                         |
| 22   | 7월 3일   | 김동길    | 자유인                         | 자유인                         |
| 23   | 7월 10일  | 권노갑    | 동교동 비사                    | 동교동 비사                    |
| 24   | 7월 17일  | 권노갑    | 동교동 비사                    | 동교동 비사                    |
| 25   | 7월 24일  | 故 변시지 | 바람의 화가                    | 바람의 화가                    |
| 26   | 7월 31일  | 예춘호    | 재야의 명예                    | 재야의 명예                    |
| 27   | 8월 7일   | 예춘호    | 재야의 명예                    | 재야의 명예                    |
| 28   | 8월 14일  | 예춘호    | 재야의 명예                    | 재야의 명예                    |
| 29   | 8월 21일  | 故 이희호 | 동행                           | 동행                           |
| 30   | 8월 28일  | 故 이희호 | 동행                           | 동행                           |
| 31   | 9월 4일   | 故 채명신 | 군인의 길                      | 군인의 길                      |
| 32   | 9월 11일  | 故 채명신 | 군인의 길                      | 군인의 길                      |
| 33   | 9월 18일  | 故 채명신 | 군인의 길                      | 군인의 길                      |
| 34   | 9월 25일  | 故 반야월 | 가요 현대사                    | 가요 현대사                    |
| 35   | 10월 2일  | 故 반야월 | 가요 현대사                    | 가요 현대사                    |
| 36   | 10월 9일  | 故 반야월 | 가요 현대사                    | 가요 현대사                    |
| 37   | 10월 16일 | 이종찬    | 정치비사                       | 정치비사                       |
| 38   | 10월 23일 | 이종찬    | 정치비사                       | 정치비사                       |
| 39   | 10월 30일 | 故 이기택 | 1. 4.19 혁명과 정치입문        |                                |
| 40   | 11월 6일  | 故 이기택 | 2. 군사정권과 야당의 길        |                                |
| 41   | 11월 13일 | 故 이기택 | 3. YS와 DJ, 그리고 KT          |                                |
| 42   | 11월 20일 | 故 김운용 | 스포츠 외교비사                | 스포츠 외교비사                |
| 43   | 11월 27일 | 故 김운용 | 스포츠 외교비사                | 스포츠 외교비사                |
| 44   | 12월 4일  | 김상현    | 정치비망록                     | 정치비망록                     |
| 45   | 12월 11일 | 김상현    | 정치비망록                     | 정치비망록                     |
| 46   | 12월 18일 | 故 손석우 | 70년의 음악여정                | 70년의 음악여정                |
| 47   | 12월 25일 | 故 손석우 | 70년의 음악여정                | 70년의 음악여정                |

### 2012년
| 회차 | 방송일    | 출연자       | 제목 (원제)                   | 제목 (원제)                   |
| ---- | --------- | ------------ | ----------------------------- | ----------------------------- |
| 48   | 1월 8일   | 고은         | 영원한 청년                   | 영원한 청년                   |
| 49   | 1월 15일  | 고은         | 영원한 청년                   | 영원한 청년                   |
| 50   | 1월 22일  | 故 이은관    | 왔구나 ~ 배뱅이굿 명창        | 왔구나 ~ 배뱅이굿 명창        |
| 51   | 1월 29일  | 故 이은관    | 왔구나 ~ 배뱅이굿 명창        | 왔구나 ~ 배뱅이굿 명창        |
| 52   | 2월 5일   | 정재철       | 정치비사                      | 정치비사                      |
| 53   | 2월 12일  | 故 말리 홀트 | 한국 입양아의 대모            | 한국 입양아의 대모            |
| 54   | 2월 19일  | 남재희       | 진보와 보수 사이 정치비망록   | 진보와 보수 사이 정치비망록   |
| 55   | 2월 26일  | 남재희       | 진보와 보수 사이 정치비망록   | 진보와 보수 사이 정치비망록   |
| 56   | 3월 4일   | 故 이매방    | 하늘이 내린 춤꾼              | 하늘이 내린 춤꾼              |
| 57   | 3월 11일  | 천규덕       | 프로레슬링의 전설             | 프로레슬링의 전설             |
| 58   | 3월 18일  | 박철언       | 정치비사                      | 1. 전두환과 나                |
| 59   | 3월 25일  | 박철언       | 정치비사                      | 2. 노태우와 나                |
| 60   | 4월 1일   | 박철언       | 정치비사                      | 3. 김영삼과의 대립            |
| 61   | 4월 8일   | 박철언       | 정치비사                      | 4. 격량의 세월                |
| 62   | 4월 15일  | 김수용       | 한국 영화의 거장              | 한국 영화의 거장              |
| 63   | 4월 22일  | 김수용       | 한국 영화의 거장              | 한국 영화의 거장              |
| 64   | 4월 29일  | 故 방지일    | 한국 기독교의 역사 102세 현역 | 한국 기독교의 역사 102세 현역 |
| 65   | 5월 6일   | 노라노       | 한국의 코코샤넬               | 한국의 코코샤넬               |
| 66   | 5월 13일  | 노라노       | 한국의 코코샤넬               | 한국의 코코샤넬               |
| 67   | 5월 20일  | 이길여       | 두려움이 없는 도전            | 두려움이 없는 도전            |
| 68   | 5월 27일  | 패티 김      | 영원한 디바                   | 영원한 디바                   |
| 69   | 6월 3일   | 김성근       | 야구의 신                     | 야구의 신                     |
| 70   | 6월 10일  | 김성근       | 야구의 신                     | 야구의 신                     |
| 71   | 6월 17일  | 故 노신영    | 정치 외교비사                 | 1. 외교관의 길                |
| 72   | 6월 24일  | 故 노신영    | 정치 외교비사                 | 2. 외교의 중심에 서다         |
| 73   | 7월 1일   | 故 노신영    | 정치 외교비사                 | 3. 또 다른 선택 정치          |
| 74   | 7월 8일   | 故 황병기    | 가야금 명인                   | 가야금 명인                   |
| 75   | 7월 15일  | 故 황병기    | 가야금 명인                   | 가야금 명인                   |
| 76   | 7월 22일  | 박승         | 한국 경제 발전의 산증인       | 한국 경제 발전의 산증인       |
| 77   | 7월 29일  | 박승         | 한국 경제 발전의 산증인       | 한국 경제 발전의 산증인       |
| 78   | 8월 5일   | 박승         | 한국 경제 발전의 산증인       | 한국 경제 발전의 산증인       |
| 79   | 8월 12일  | 故 윤경빈    | 나는 대한민국 광복군이다      | 나는 대한민국 광복군이다      |
| 80   | 8월 19일  | 故 최민식    | 가난을 찍다                   | 가난을 찍다                   |
| 81   | 8월 25일  | 봉두완       | 영원한 앵커맨                 | 영원한 앵커맨                 |
| 82   | 9월 2일   | 봉두완       | 영원한 앵커맨                 | 영원한 앵커맨                 |
| 83   | 9월 9일   | 故 김성환    | 고바우 영감                   | 고바우 영감                   |
| 84   | 9월 16일  | 故 김성환    | 고바우 영감                   | 고바우 영감                   |
| 85   | 9월 23일  | 남보원       | 원맨쇼의 일인자               | 원맨쇼의 일인자               |
| 86   | 9월 30일  | 남보원       | 원맨쇼의 일인자               | 원맨쇼의 일인자               |
| 87   | 10월 7일  | 이동호       | 행정비사                      | 행정비사                      |
| 88   | 10월 14일 | 이동호       | 행정비사                      | 행정비사                      |
| 89   | 10월 21일 | 김희진       | 전통을 잇다, 매듭장           | 전통을 잇다, 매듭장           |
| 90   | 10월 28일 | 김백봉       | 한국 무용계의 거목            | 한국 무용계의 거목            |
| 91   | 11월 4일  | 故 신봉승    | 역사를 기록하다               | 역사를 기록하다               |
| 92   | 11월 11일 | 故 신봉승    | 역사를 기록하다               | 역사를 기록하다               |
| 93   | 11월 18일 | 윤후정       | 대한민국의 여성최초 헌법학자  | 대한민국의 여성최초 헌법학자  |
| 94   | 11월 25일 | 윤후정       | 대한민국의 여성최초 헌법학자  | 대한민국의 여성최초 헌법학자  |
| 95   | 12월 2일  | 최광수       | 외교 비사                     | 외교 비사                     |
| 96   | 12월 9일  | 최광수       | 외교 비사                     | 외교 비사                     |
| 97   | 12월 16일 | 최광수       | 외교 비사                     | 외교 비사                     |
| 98   | 12월 23일 | 정창화       | 한국 액션영화의 대부          | 한국 액션영화의 대부          |
| 99   | 12월 30일 | 정창화       | 한국 액션영화의 대부          | 한국 액션영화의 대부          |

### 2013년
| 회차 | 방송일    | 출연자    | 제목 (원제)                          |                                     |
| ---- | --------- | --------- | ------------------------------------ | ----------------------------------- |
| 100  | 1월 6일   | 故 유성환 | 대한민국의 국시는 통일인가, 반공인가 |                                     |
| 101  | 1월 13일  | 故 유성환 | 대한민국의 국시는 통일인가, 반공인가 |                                     |
| 102  | 1월 20일  | 박동선    | 코리아게이트의 비망록                |                                     |
| 103  | 1월 27일  | 박동선    | 코리아게이트의 비망록                |                                     |
| 104  | 2월 3일   | 박동선    | 코리아게이트의 비망록                |                                     |
| 105  | 2월 10일  | 故 남덕우 | 한국 경제개발의 주역                 |                                     |
| 106  | 2월 17일  | 故 남덕우 | 한국 경제개발의 주역                 |                                     |
| 107  | 2월 24일  | 故 남덕우 | 한국 경제개발의 주역                 |                                     |
| 108  | 3월 3일   | 故 공정식 | 바다의 사나이 영원한 해병            |                                     |
| 109  | 3월 10일  | 故 공정식 | 바다의 사나이 영원한 해병            |                                     |
| 110  | 3월 17일  | 정원식    | 변혁의 갈림길에서                    |                                     |
| 111  | 3월 24일  | 정원식    | 변혁의 갈림길에서                    |                                     |
| 112  | 3월 31일  | 박경서    | 더불어 함께 가는 길                  |                                     |
| 113  | 4월 7일   | 박경서    | 더불어 함께 가는 길                  |                                     |
| 114  | 4월 14일  | 한완상    | "역사에 부치는 편지"                 |                                     |
| 115  | 4월 21일  | 한완상    | "역사에 부치는 편지"                 |                                     |
| 116  | 4월 28일  | 한완상    | "역사에 부치는 편지"                 |                                     |
| 117  | 5월 5일   | 목요상    | 대한민국 헌정회 회장                 |                                     |
| 118  | 5월 12일  | 목요상    | 대한민국 헌정회 회장                 |                                     |
| 119  | 5월 19일  | 임권택    | 대한민국 영화감독                    |                                     |
| 120  | 5월 26일  | 임권택    | 대한민국 영화감독                    |                                     |
| 121  | 6월 2일   | 최각규    | 개발경제의 산증인                    | 개발경제의 산증인                   |
| 122  | 6월 9일   | 구상회    | 한국 미사일 개발의 주역              |                                     |
| 123  | 6월 16일  | 구상회    | 한국 미사일 개발의 주역              |                                     |
| 124  | 6월 23일  | 구상회    | 한국 미사일 개발의 주역              |                                     |
| 125  | 6월 30일  | 故 이혜복 | 1. 한국전쟁 종군수첩                 |                                     |
| 127  | 7월 14일  | 故 이혜복 | 2. 현대사 취재수첩                   |                                     |
| 128  | 7월 21일  | 이용태    | 다시 쓰는 벤처신화                   |                                     |
| 129  | 7월 28일  | 이용태    | 다시 쓰는 벤처신화                   |                                     |
| 129  | 8월 4일   | 이용태    | 다시 쓰는 벤처신화                   |                                     |
| 130  | 8월 11일  | 故 김우전 | 마지막 광복군 이야기                 |                                     |
| 131  | 8월 18일  | 故 김우전 | 마지막 광복군 이야기                 |                                     |
| 132  | 8월 25일  | 김자동    | '독립운동사의 산증인'                |                                     |
| 133  | 9월 1일   | 김자동    | '독립운동사의 산증인'                |                                     |
| 134  | 9월 8일   | 김규      | 한국 TV방송의 역사와 미래, 언론학자  | 한국 TV방송의 역사와 미래, 언론학자 |
| 135  | 9월 15일  | 김원기    | 대화와 타협의 정치                   |                                     |
| 136  | 9월 22일  | 김원기    | 대화와 타협의 정치                   |                                     |
| 137  | 9월 29일  | 김원기    | 대화와 타협의 정치                   |                                     |
| 138  | 10월 6일  | 故 김계원 |                                      |                                     |
| 139  | 10월 13일 | 故 김계원 |                                      |                                     |

## 동 시간대 프로그램
다음 동 시간대 프로그램은 일요일 오전 7시 10분에 방송된다.
| 방송 채널 | 프로그램             | 방송 시간                      |
| --------- | -------------------- | ------------------------------ |
| KBS 2TV   | KBS 일요뉴스타임     | 일요일 오전 7:00 ~ 7:40 (40분) |
| KBS 2TV   | 영상앨범 산          | 일요일 오전 7:40 ~ 8:10 (30분) |
| MBC       | 그린실버 고향이 좋다 | 일요일 오전 7:10 ~ 8:00 (50분) |
| SBS       | 일요특선 다큐멘터리  | 일요일 오전 7:10 ~ 8:00 (50분) |

## 같이 보기
- 다큐극장